# Список міністрів закордонних справ Чехії
Список міністрів закордонних справ Чехії — хронологічний огляд очільників Міністерства закордонних справ Чехії, членів Уряду Чеської Республіки.

## Міністри закордонних справ Чехії
| Ім'я | Ім'я                                  | Фото | Партія   | Початок          | Закінчення     | Уряд |
| ---- | ------------------------------------- | ---- | -------- | ---------------- | -------------- | ---- |
| 1.   | Йозеф Зеленець Josef Zieleniec        |      | ODS      | 1 січня 1993     | 23 жовтня 1997 |      |
| 2.   | Ярослав Шедівий Jaroslav Šedivý       |      |          | 8 листопада 1997 | 17 липня 1998  |      |
| 3.   | Ян Каван Jan Kavan                    |      | ČSSD     | 22 липня 1998    | 12 липня 2002  |      |
| 4.   | Киріл Свобода Cyril Svoboda           |      |          | 15 липня 2002    | 4 вересня 2006 |      |
| 5.   | Александр Вондра Alexandr Vondra      |      |          | 4 вересня 2006   | 9 січня 2007   |      |
| 6.   | Карел Шварценберг Karel Schwarzenberg |      |          | 9 січня 2007     | 8 травня 2009  |      |
| 7.   | Ян Когоут Jan Kohout                  |      |          | 8 травня 2009    | 13 липня 2010  |      |
| 8.   | Карел Шварценберг Karel Schwarzenberg |      |          | 13 липня 2010    | 10 липня 2013  |      |
| 9.   | Ян Когоут Jan Kohout                  |      |          | 13 липня 2013    | 29 січня 2014  |      |
| 10.  | Любомир Заоралек Lubomír Zaorálek     |      |          | 29 січня 2014    | 13 грудня 2017 |      |
| 11.  | Мартін Стропніцький Martin Stropnický |      | ANO 2011 | 13 грудня 2017   | 27 червня 2018 |      |
| 12.  | Ян Гамачек Jan Hamáček                |      | ČSSD     | 27 червня 2018   | 16 жовтня 2018 |      |
| 13.  | Томаш Петржічек Tomáš Petříček        |      | ČSSD     | 16 жовтня 2018   | 12 квітня 2021 |      |
| 14.  | Ян Гамачек Jan Hamáček                |      | ČSSD     | 12 квітня 2021   | 21 квітня 2021 |      |
| 15.  | Якуб Кулганек Jakub Kulhánek          |      | ČSSD     | 21 квітня 2021   | 17 грудня 2021 |      |
| 16.  | Ян Ліпавський Jan Lipavský            |      | Piráti   | 17 грудня 2021   | чинний         |      |